# Đi đứng bằng bốn chân

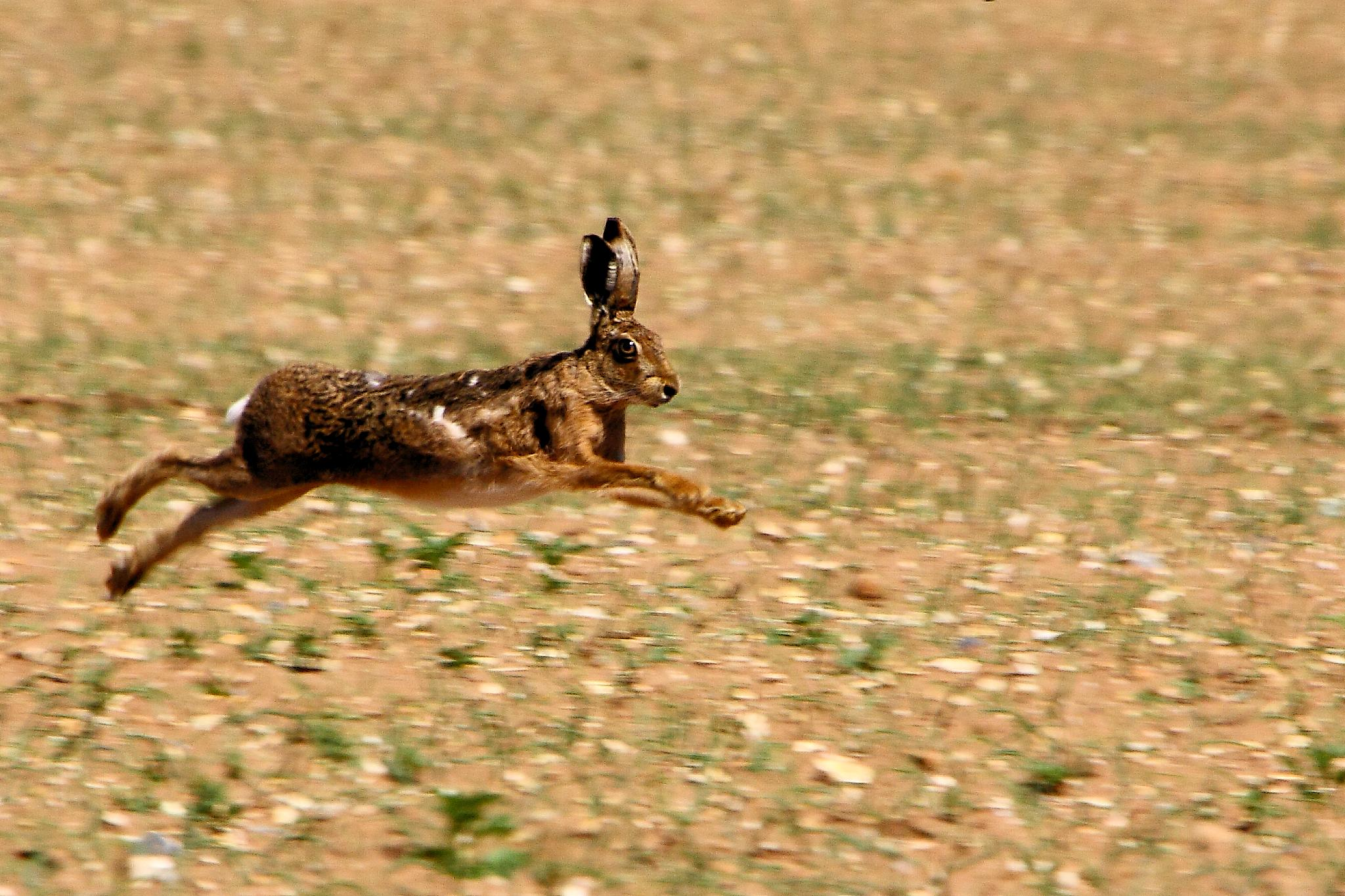
Một con thỏ đang chạy bằng cả bốn chân

Đi đứng bằng bốn chân hay còn gọi là Tư thế tứ cực (Quadrupedalism) hoặc tư thế tứ đẳng là một hình thức vận động trên mặt đất ở động vật bằng việc sử dụng cả bốn chi hoặc chân. Một động vật hoặc các phương tiện máy móc thường di chuyển theo kiểu bốn chân được gọi là tứ đẳng (bốn điểm), có nghĩa là "bốn chân" (từ quattuor Latin nghĩa là "bốn" và pes nghĩa là "chân"). Phần lớn các loài đi đứng bằng bốn chân là động vật có xương sống, bao gồm các động vật có vú như gia súc (chúng trông về tổng thể chiều ngang sẽ có hình chữ nhật), chó và mèo và các loài bò sát như thằn lằn. Một số loài động vật khác là được xem như là di chuyển bằng bốn chân, mặc dù một số loài chim như cò mỏ giày khi sử dụng đôi cánh của chúng để tự vệ sau khi lao vào con mồi.

## Đại cương
Mặc dù tư thế tứ đẳng và động vật bốn chân đều bắt nguồn từ các thuật ngữ có nghĩa là "bốn chân", nhưng chúng có ý nghĩa riêng biệt. Tetrapod là bất kỳ thành viên nào của đơn vị phân loại Tetrapoda (được xác định bởi dòng dõi từ một tổ tiên bốn chân cụ thể) trong khi một con vật đi đứng bốn chân thực sự sử dụng bốn chi để vận động. Không phải tất cả các động vật bốn chân Tetrapod đều là động vật đi đứng bằng bốn chân và không phải tất cả các các loài đi đứng bằng bốn chân đều là động vật bốn chân.
Sự khác biệt giữa chúng rất quan trọng trong sinh học tiến hóa, đặc biệt là trong bối cảnh động vật bốn chân có tứ chi thích nghi với các vai trò khác (ví dụ: tay trong trường hợp của con người, cánh trong trường hợp của chim và vây trong trường hợp cá voi). Tất cả những con vật này là Tetrapods, nhưng không con nào di chuyển bằng bốn chân. Ngay cả những con rắn, có tứ chi đã trở thành vết tích hoặc mất hoàn toàn, tuy nhiên vẫn là động vật cận bốn chân. Hầu hết các động vật bốn chân là Tetrapod nhưng có một vài trường hợp ngoại lệ, ví dụ, trong số các loài côn trùng, bọ ngựa cầu nguyện là một con vật di chuyển bằng bốn chân mặc dù chúng có nhiều chi hơn.